# 国家地理 (美国电视频道)
国家地理（英語：National Geographic），前称“国家地理频道（National Geographic Channel）”，是美国一家付费电视网和旗舰频道，由华特迪士尼公司（占股73%）和国家地理学会（占股27%）共同投资组建的国家地理合股有限公司所有，日常经营归华特迪士尼电视集团负责。该旗舰频道会播放由国家地理及其他公司所制作的非虚构类节目。与历史频道和探索频道一样，国家地理频道也会播出涉及自然、科学、文化和历史的纪录片，以及一些真人秀和伪科学类娱乐节目。国家地理在美国的最主要姊妹频道为国家地理野生频道，这是一个播放主要与动物有关节目的频道，其中就包括广受欢迎的《报告狗班长》。
截至2015年2月，国家地理在美国拥有86,144,000个付费订阅用户（约占美国电视家庭数的74%）。

## 频道概况

国家地理频道旧版台标
2005年至2016年期间使用

在美国，国家地理频道于2001年1月12日开播，是国家地理影视公司与福斯有线电视网公司合资成立。国家地理影视公司负责频道的节目制作与编排，而福斯有线电视网公司则负责频道的分销、推广与广告销售。由罗伯·劳口述的系列电视纪录片《90年代：最后的伟大十年》在播出时吸引了110万观众，是国家地理频道播出历史上收视第二高的电视节目。而由罗伯·劳口述的另一部系列电视纪录片《2000年代：新现实》在2015年7月12日首播。
2016年11月14日，国家地理频道正式更名为“国家地理”，从名称中剔除了“频道”二字。
2017年12月14日，华特迪士尼公司通过一项交易收购了21世纪福斯公司的大部分股份，随后华特迪士尼公司就控制了国家地理合伙有限公司的控股权。随着收购的完成，国家地理及其姊妹频道被合并到华特迪士尼电视公司，国家地理合伙有限公司总裁直接向华特迪士尼电视公司董事长汇报。迪士尼于2019年3月20日正式完成交易，然后将国家地理纳入了其电视网络产品组合。

## 主题曲
国家地理频道那标志性的主题开场音乐是由埃尔默·伯恩斯坦创作，这首音乐在其诸多节目播出开始时演奏。它最初是为国家地理协会1964年的特别电视节目所创作，但随后在1964年到2000年代的这段时间里在CBS电视网、ABC电视网、NBC电视网及PBS电视网等电视台出现。

## 频道节目
| - 寻宝拾荒 - 世界遗产大赏 - 空中浩劫 - 阿拉斯加州警 - 美国英才 - 美国吉普赛人 - 远古探秘 - 了不起的童子军 - 异域惊魂 - 怪物猎人 - 超大建筑狂想曲 - 地图大数据 - 美国边境保卫战 - 脑力大挑战 - 越狱大逃亡 | - 呼叫西萨狗教官 - 宇宙时空之旅 - 人群控制学问多 - 掘地寻宝 - 称霸狗职场 - 末日堡垒 - 末日生存者 - 毒品大企业 - 海底大探索 - 想不到的真相 - 舌尖上的故事 - 国家地理探索者 - 世纪天才 - 猿类现在时 - 公路事故救援时刻 | - 战地救援英雄 - 肯塔基司法 - 零下极限生活 - 生活黑客 - 原始拓荒客 - 火星时代 - 伟大工程巡礼 - 起源：人类之旅 - 神秘星球 - 美国一夫多妻制 - 前往地球中心 - 遥控生存游戏 - 工程新典范 - 火箭城的乡巴佬 - 骗案之都 | - 无厘头科学研究所 - 重返危机现场 - 美国南部司法 - 与摩根·弗里曼探寻神的故事 - 与摩根·弗里曼探寻我们的故事 - 禁忌异域 - 血疫 - 迪拜终极机场 - 超级工厂 - 阿拉斯加终极求生 - 狡猾黑鲔殊死战 - 狡猾黑鲔殊死战：外滩 - 狂野俄罗斯 - 育空淘金客 - 求生育空河 |

## 美国境内姊妹频道

### 国家地理西语频道
国家地理西语频道采用美式西班牙语广播，于2011年7月1日开播。国家地理西语频道的节目编排与国家地理频道基本相似，主要是面向西裔及拉丁裔美国人社区。

### 国家地理高畫質频道
国家地理高畫質频道开播于2006年1月，以720P高画质同步转播国家地理频道节目。该频道在美国绝大部分有线电视或卫星电视服务提供商的频道列表中找到。

### 国家地理野生频道
国家地理野生频道是一个专注动物相关节目的有线电视 / 卫星电视频道，在美国于2010年3月29日开播。国家地理野生频道是国家地理学会与福斯有线电视网联合推出的系列频道中最晚开播的，同时它也是国家地理频道姊妹电视网。美国版的国家地理野生频道主要播出野生动物及自然历史类节目。

### 国家地理电视
国家地理电视（Neo Geo TV）是适用于智能手机、平板电脑以及Windows 10系统的应用程序。它为参与该项目的付费电视服务提供商（例如：时代华纳有线和康卡斯特Xfinity）的订户提供了多种观看选择，订户可以通过这个程序实时获取到国家地理频道或国家地理野生频道旗下原创剧集和纪录片的单集内容，不過該服務不會包含由國家地理頻道製作的迪士尼+原創紀錄片。